# Michael Gough
Michael Gough (ur. 23 listopada 1916 w Kuala Lumpur w Malezji, zm. 17 marca 2011 w Londynie) – brytyjski aktor filmowy.
Wystąpił w blisko stu filmach, jednak w pamięci większości widzów pozostaje jako Alfred Pennyworth z serii filmów o Batmanie. Wystąpił w czterech częściach cyklu, były to: Batman (1989; reż. Tim Burton), Powrót Batmana (1992; reż. Tim Burton), Batman Forever (1995; reż. Joel Schumacher) oraz Batman i Robin (1997; reż. Joel Schumacher). U Tima Burtona pojawił się także później w filmie Jeździec bez głowy (1999); a także użyczył głosu postaciom z jego filmów: Gnijąca panna młoda Tima Burtona (2005) oraz Alicja w Krainie Czarów (2010). W latach 50. i 60. był gwiazdą horrorów wytwórni Hammer; m.in. Dracula (1958) czy Upiór w operze (1962).
Zmarł w domu w otoczeniu najbliższej rodziny. W ostatnich latach zmagał się z licznymi chorobami.

## Filmografia
- Anna Karenina (1948) jako Nikolai
- Ryszard III (1955) jako Dighton
- Dracula (1958) jako Arthur Holmwood
- Gabinet Grozy doktora Zgrozy (1965) jako Eric Landor
- Zakochane kobiety (1969) jako Tom Brangwen
- Posłaniec (1971) jako pan Maudsley
- Dziki Mesjasz (1972; film znany także pod tytułem Krwawy Mesjasz) jako pan Gaudier
- Legenda piekielnego domu (1973) jako Emeric Belasco
- Chłopcy z Brazylii (1978) jako pan Harrington
- Jad (1982) jako David Ball
- Garderobiany (1983) jako Frank Carrington
- Ściśle tajne (1984) jako dr Paul Flammond
- Pożegnanie z Afryką (1985) jako Delamere
- Caravaggio (1986) jako kardynał Del Monte
- Czwarty protokół (1987) jako Bernard Hemmings
- Wąż i tęcza (1988) jako Schoonbacher
- Batman (1989) jako Alfred Pennyworth
- Powrót Batmana (1992) jako Alfred Pennyworth
- Wiek niewinności (1993) jako Henry Van der Luyden
- Godzina świni (1993) jako Boniface
- Wittgenstein (1993) jako Bertrand Russell
- Nostradamus (1994) jako Jean de Remy
- Batman Forever (1995) jako Alfred Pennyworth
- Batman i Robin (1997) jako Alfred Pennyworth
- Zakochani rywale (1998) jako sędzia
- Wszystko z miłości (1998) jako Count
- Jeździec bez głowy (1999) jako Notary Hardenbrook
- Gnijąca panna młoda Tima Burtona (2005) – Elder Gutknecht (głos)
- Alicja w Krainie Czarów (2010) – Ptak Dodo (głos)